# Stołupianka
Stołupianka [pronunciación en polaco: /stɔwuˈpjaŋka/] es un pueblo en el distrito administrativo de Gmina Wiżajny, dentro del Distrito de Suwałki, Voivodato de Podlaquia, en el noreste de Polonia, cercano a la frontera con Lituania. Se encuentra aproximadamente 13 kilómetros al sudoeste de Wiżajny, 25 kilómetros al del noroeste de Suwałki, y 132 kilómetros al norte de la capital regional, Białystok.